# Japan Ice Hockey League 1975/76
Die Saison 1975/76 war die zehnte Spielzeit der Japan Ice Hockey League, der höchsten japanischen Eishockeyspielklasse. Meister wurden zum insgesamt vierten Mal in der Vereinsgeschichte die Seibu Prince Rabbits. Topscorer mit 34 Punkten wurde Hitoshi Wakabayashi vom Kokudo Ice Hockey Club.

## Modus
In der Regulären Saison absolvierte jede der sechs Mannschaften insgesamt 15 Spiele. Der Erstplatzierte nach der Regulären Saison wurde Meister. Für einen Sieg erhielt jede Mannschaft zwei Punkte, bei einem Unentschieden einen Punkt und bei einer Niederlage null Punkte.

## Reguläre Saison

### Tabelle
|    | Team                                | GP | W  | L  | T | GF  | GA  | Pts |
| -- | ----------------------------------- | -- | -- | -- | - | --- | --- | --- |
| 1. | Seibu Prince Rabbits                | 15 | 13 | 2  | 0 | 99  | 27  | 26  |
| 2. | Ōji Eagles                          | 15 | 12 | 3  | 0 | 108 | 35  | 24  |
| 3. | Kokudo Ice Hockey Club              | 15 | 10 | 4  | 1 | 85  | 43  | 21  |
| 4. | Iwakura Ice Hockey Club             | 15 | 4  | 9  | 2 | 66  | 78  | 10  |
| 5. | Jūjō Papaer Kushiro Ice Hockey Club | 15 | 3  | 12 | 0 | 34  | 106 | 6   |
| 6. | Furukawa Ice Hockey Club            | 15 | 1  | 13 | 1 | 30  | 133 | 3   |

GP = Spiele, W = Siege, L = Niederlagen, T = Unentschieden

### Toptorschützen
|    | Spieler                  | Team    | Tore |
| -- | ------------------------ | ------- | ---- |
| 1. | Tsuyoshi Azuma           | Ōji     | 24   |
| 1. | Hitoshi Wakabayashi      | Kokudo  | 24   |
| 3. | Osamu Wakabayashi        | Seibu   | 22   |
| 4. | Wjatscheslaw Starschinow | Ōji     | 20   |
| 5. | Yoshiaki Kyoya           | Ōji     | 13   |
| 5. | Hideo Sakurai            | Iwakura | 13   |

## Auszeichnungen
- Most Valuable Player – Osamu Wakabayashi, Seibu Prince Rabbits
- Rookie of the Year – Katsuhisa Kiya, Jujo Ice Hockey Club

## All-Star-Team
| Tor          | Minoru Misawa (Seibu)     | Minoru Misawa (Seibu)     | Minoru Misawa (Seibu)   | Minoru Misawa (Seibu)   | Minoru Misawa (Seibu) | Minoru Misawa (Seibu) |
| Verteidigung | J. Mackengy (Seibu)       | J. Mackengy (Seibu)       | J. Mackengy (Seibu)     | Hiroshi Hori (Seibu)    | Hiroshi Hori (Seibu)  | Hiroshi Hori (Seibu)  |
| Sturm        | Osamu Wakabayashi (Seibu) | Osamu Wakabayashi (Seibu) | Tsutomu Hanzawa (Seibu) | Tsutomu Hanzawa (Seibu) | Takao Hikigi (Ōji)    | Takao Hikigi (Ōji)    |